# Université des sciences et technologies de Côte d'Ivoire
L'université des sciences et technologies de Côte d'Ivoire (UST-CI) est une université privée d'Afrique de l'Ouest dont le siège est situé à Abidjan, la capitale économique de la Côte d'Ivoire.

## Historique
Fondée en 2009 par un groupe d'enseignants-chercheurs, dont le professeur Frédéric Dohou, l'université des sciences et technologies de Côte d'Ivoire est une institution universitaire à caractère scientifique, culturel et professionnel jouissant de la personnalité morale, de l'autonomie pédagogique et scientifique, administrative et financière.
Reconnue par le ministère de l'Enseignement supérieur et de la Recherche scientifique de Côte d'Ivoire, l'UST-CI concourt aux missions de l'enseignement supérieur et de la recherche scientifique par la formation initiale et continue à travers cinq facultés. Le président de l'UST-CI est le professeur François N'Guessan Kouakou.

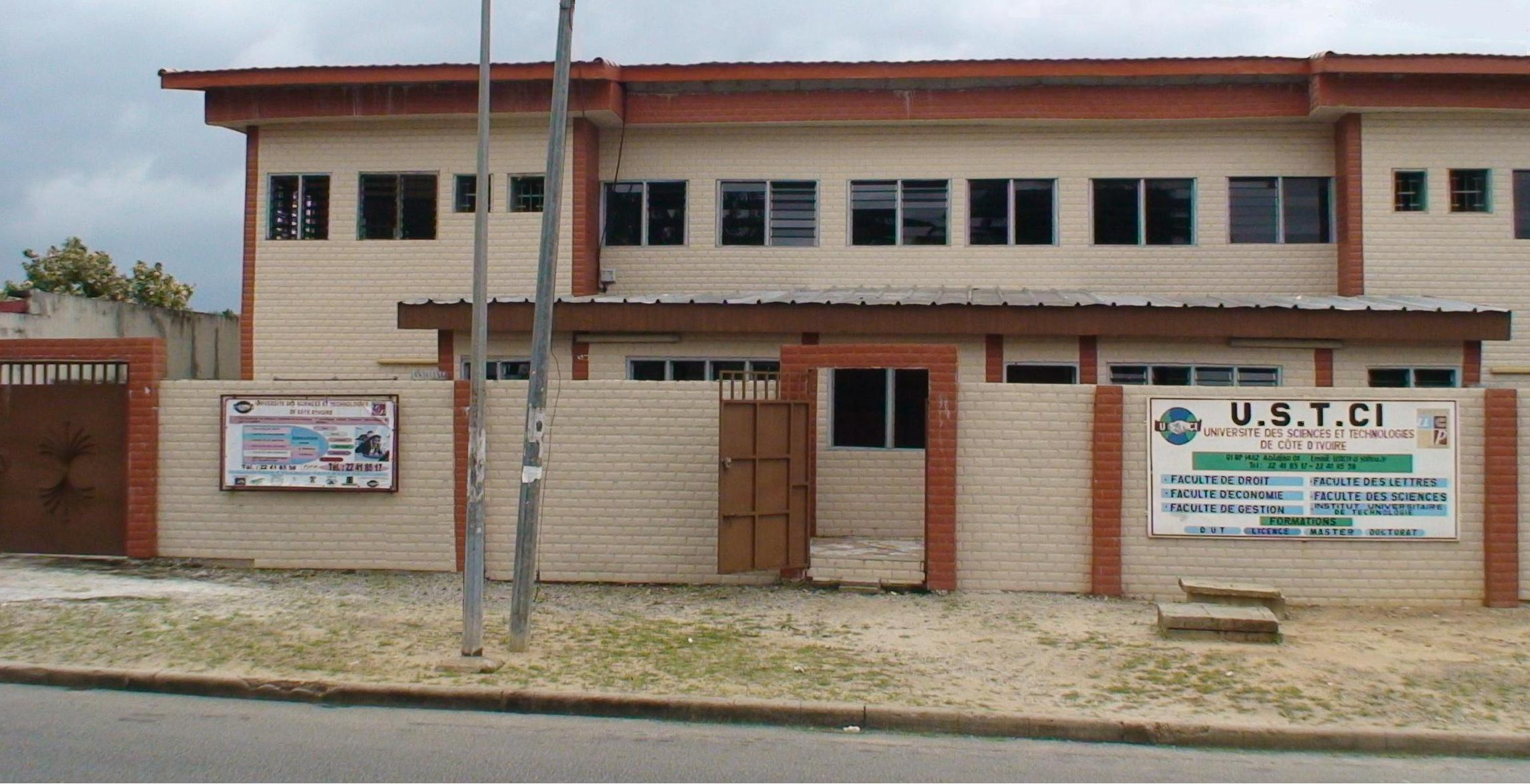
Université des sciences et technologies de Côte d'Ivoire (Annexe des 2 Plateaux à Abidjan).

Depuis 2009, l'UST-CI est membre du Réseau des universités des sciences et technologies des pays d'Afrique au sud du Sahara (RUSTA).

## Organisation
L'UST-CI est composée de cinq facultés, d'un institut et d'un centre de recherche :

### Liste des facultés
- Faculté des sciences juridiques, administratives et politiques
- Faculté des sciences économiques
- Faculté des sciences de gestion
- Faculté des sciences fondamentales et appliquées
- Faculté des lettres, arts et sciences sociales

### Institut
- Institut universitaire de technologie

### Centre de recherche
- Consortium pour le management de la recherche fondamentale et appliquée en Afrique au sud du Sahara (COMREFAS)

## Enseignement et recherche

### Formations et diplômes
Les diplômes proposés par l'UST-CI sont accessibles : 
- soit en formation initiale
- soit en formation continue
- soit par la validation des acquis de l'expérience

L’UST-CI délivre 133 diplômes dans les domaines des sciences et technologies :
- 21 mentions de DUT
- 42 mentions de licence
- 70 diplômes de 3e cycle

En 2012, 8 des diplômes proposés par l'UST-CI sont reconnus et accrédités par le CAMES.

### Recherche
L'UST-CI, au travers du COMREFAS, accorde une importance majeure à la qualité de la recherche et s'attache à développer des liens de coopération avec la communauté scientifique internationale en vue :
- de la diffusion de la culture,
- de l'information scientifique et technique,
- du transfert de technologie.

## Distinctions
En 2018, à la suite de l'évaluation de près de 280 établissements d'enseignement supérieur du pays par le ministère de l'Enseignement supérieur et de la Recherche scientifique, l'USTCI est classée à la 3e place des universités privées ivoiriennes.